# Giorgio Parisi
Giorgio Parisi (Roma, 4 de agosto de 1948) é um físico italiano. Recebeu o Nobel de Física de 2021 juntamente com Syukuro Manabe e Klaus Hasselmann, por suas investigações da mecânica estatística de sistemas complexos.
Participou da 24ª Conferência de Solvay, em 2008.

## Destaques da carreira
Giorgio Parisi se formou na Universidade de Roma La Sapienza em 1970 sob a supervisão de Nicola Cabibbo. Ele foi um pesquisador no Laboratori Nazionali di Frascati (1971–1981) e um cientista visitante na Universidade de Columbia (1973–1974), Institut des Hautes Études Scientifiques (1976–1977) e École Normale Supérieure (1977–1978). De 1981 a 1992 ele foi professor titular de Física Teórica na Universidade de Roma Tor Vergata e agora é professor de Teorias Quânticas na Universidade Sapienza de Roma. Em 2018, foi eleito presidente da Accademia dei Lincei.

## Honrarias e prêmios
Giorgio Parisi é membro da Accademia dei Lincei e membro estrangeiro da Académie des Sciences, da American Philosophical Society e da Academia Nacional de Ciências dos Estados Unidos.
- Feltrinelli Prize, 1986.
- Medalha Boltzmann, 1992.[7]

- Medalha Dirac do ICTP, 1999.[8]

- Prêmio Enrico Fermi, 2002.[9]

- Prêmio Dannie Heineman de Física Matemática, 2005.[10]

- Prêmio Microsoft, 2007.
- Prêmio Lagrange da Fundação CRT, 2009.[11]

- Medalha Max Planck, 2011.[12]

- Prêmio Física de Alta Energia e Partículas, 2015.[13]

- Prêmio Lars Onsager, 2016.[14]

- Prêmio Pomeranchuk, 2018.[15]

- Prêmio Wolf de Física, 2021.[16]

- Nobel de Física, 2021.[17]

## Publicações selecionadas
- Parisi, Giorgio (1988). Statistical Field Theory. [S.l.]: Addison Wesley. ISBN 978-0201059854
- Mézard, Marc; Giorgio Parisi; Miguel Angel Virasoro (1987). Spin glass theory and beyond. Singapore: World Scientific. ISBN 978-9971-5-0115-0
- Parisi, Giorgio (2006). La chiave, la luce, l'ubriaco. Roma: Di Renzo Editore. ISBN 978-88-8323-149-0
- Parisi, Giorgio; Auletta Gennaro; Fortunato Mauro (2009). Quantum Mechanics. [S.l.]: Cambridge University Press. ISBN 978-0-521-86963-8
- Parisi, Giorgio; Urbani Pierfrancesco; Zamponi Francesco (2020). Theory of Simple Glasses. [S.l.]: Cambridge University Press. ISBN 9781108120494